# Le Houlme
Le Houlme ist eine französische Gemeinde mit 4127 Einwohnern (Stand: 1. Januar 2022) im Département Seine-Maritime in der Region Normandie. Sie gehört zum Arrondissement Rouen und zum Kanton Notre-Dame-de-Bondeville. Die Einwohner werden Houlmois genannt.

## Geographie
Le Houlme liegt etwa elf Kilometer nordnordwestlich von Rouen; durch die Gemeinde fließt der Cailly. Umgeben wird Le Houlme von den Nachbargemeinden Malaunay im Norden und Nordosten, Houppeville im Osten und Südosten, Notre-Dame-de-Bondeville im Süden, Saint-Jean-du-Cardonnay im Westen und Südwesten sowie Pissy-Pôville im Nordwesten. 
Durch die Gemeinde führt die frühere Route nationale 27. 

## Einwohnerentwicklung
| 1962 | 1968 | 1975 | 1982 | 1990 | 1999 | 2006 | 2011 |
| ---- | ---- | ---- | ---- | ---- | ---- | ---- | ---- |
| 3704 | 3935 | 4324 | 4351 | 4349 | 4397 | 4147 | 4010 |

## Sehenswürdigkeiten
- Kirche Saint-Martin, errichtet zwischen 1893 und 1901, anstelle der früheren Kirche
- Kanadischer Militärfriedhof aus dem Zweiten Weltkrieg

## Persönlichkeiten
- Frederick Walton (1834–1928), Erfinder des Linoleums, baute hier eine Fabrik
- Madeleine Vernet (1878–1949), Feministin, Pazifistin und Erzieherin